# میلت کورپوریشن
میلت کورپوریشن (انگلیسی: Millet Corporation) شرکت پوشاک فرانسوی است، که در سال ۱۹۳۰ تأسیس شد.